# Gabinet Numismàtic de Catalunya
El Gabinet Numismàtic de Catalunya és un museu monogràfic creat a Barcelona el 1931 per la Junta de Museus, que agrupà les col·leccions numismàtiques municipals i d'altres organismes oficials.
Des del 1932 fins a la seva jubilació el 1957 fou organitzat i dirigit per Josep Vicenç Amorós i Barra seguint les instruccions de la Junta de Museus que li havia fet l'encàrrec. Josep Vicenç Amorós el va dotar de sis sales d'exposició i d'instal·lacions per a investigació. L'any 1948, el Gabinet era instal·lat a l'ala de llevant del pis superior del Palau de la Ciutadella i era considerat entre els més ben equipats d'Europa. Entre el 1957 i el 1980 en decaigué l'activitat; el 1980 hom en desmantellà les sales d'exposició i de treball i fou traslladat al Palau de la Virreina. El 1986, perduda pràcticament la seva projecció pròpia, s'havia convertit en un departament del Museu d'Història de la Ciutat de Barcelona. Posteriorment, va passar a dependre del Museu Nacional d'Art de Catalunya. Actualment la seva responsable és Marta Campo i Díaz, que ocupa el càrrec de conservadora en cap.
El Gabinet Numismàtic de Catalunya, integrat al Museu Nacional d'Art de Catalunya, permet conèixer la trajectòria de la numismàtica a Catalunya. Custodia les principals sèries numismàtiques, amb exemplars fabricats des del segle vi aC fins a l'actualitat i consta de gairebé 100.000 peces, entre monedes i medalles i una destacada biblioteca especialitzada. Com a entitat és hereu de les diverses reorganitzacions de les col·leccions públiques, paral·leles a la història de formació del Museu, però també, de diverses donacions i adquisicions, entre les quals cal destacar la de l'advocat Josep Salat i Móra el 1819. Salat va fer donació a la Junta d'Agricultura, Indústria i Comerç de Barcelona, de la seva col·lecció de 796 monedes i 33 medalles. Més endavant, l'any 1881, la col·lecció numismàtica va passar al Museu Provincial d'Antiguitats de Barcelona, inaugurat el 1880, que també comptava en aquelles dates amb 818 monedes i 123 medalles. El 1882 es va fundar el Museu Martorell, a la seu de l'actual Museu de Geologia, al parc de la Ciutadella, entre l'hivernacle i l'umbracle, a partir de la donació realitzada, en 1878, per Francesc Martorell i Peña, de 1640 monedes i 70 medalles. El Museu Martorell va anar augmentant els seus fons amb més donacions o compres, com la col·lecció Celestí Pujol (1883), amb 224 monedes, la col·lecció Artur Pedrals (1889), amb 451 monedes i 43 medalles, la col·lecció Francesc Esteve Sans (1904), amb 2076 peces i també llibres especialitzats. El 1907, la Junta de Museus aporta 3.386 monedes i 430 medalles. Durant l'any 1923 es va ingressar el llegat de Ròmul Bosch i Alsina, important navilier, president, de la Junta d'Obres del Port i alcalde de Barcelona, El moll que va de Correus fins a la Porta de la Pau porta el seu nom i enfront de la façana de l'edifici corporatiu una gran estàtua recorda el seu nom, així com un passatge gracienc, prop de carrer Còrsega. El fons Bosch està format per 5.396 peces. L'any 1932, quan es va constituir el Gabinet Numismàtic s'havia reunit ja un fons d'unes 18.000 peces, en total. Més enllà del nombre l'altra qüestió important és la representativitat en la col·lecció, de les diferents sèries de monedes gregues, romanes, visigodes, catalanoaragoneses, castellanes, etc. Sistemes monetaris que han funcionat a Catalunya o amb els quals la seva gent, s'han relacionat, al llarg de la història i de diferents períodes polítics i culturals. Tot això tenint en compte que la Corona catalano-aragonesa va monopolitzar el comerç mediterrani al llarg de segles.